# Morgny-la-Pommeraye
Morgny-la-Pommeraye – miejscowość i gmina we Francji, w regionie Normandia, w departamencie Sekwana Nadmorska.
Według danych na rok 1990 gminę zamieszkiwały 793 osoby, a gęstość zaludnienia wynosiła 122 osoby/km² (wśród 1421 gmin Górnej Normandii Morgny-la-Pommeraye plasuje się na 304. miejscu pod względem liczby ludności, natomiast pod względem powierzchni na miejscu 570.).